# Grand livre
Le Grand livre est le recueil de l'ensemble des comptes utilisés d'une entreprise qui tient sa comptabilité en partie double (classe des comptes du Plan comptable de 1 à 9 et les montants correspondants).

## Enjeux du grand livre
Dans le système de la comptabilité en partie double, chaque événement ayant fait l'objet d'une écriture au journal est reportée au Grand livre sous forme d'écriture présentant une somme associée à un compte au débit (partie gauche du compte) et à un autre compte au crédit (partie droite). Le compte individuel au Grand livre a la forme d’un « T » ; au-dessus de la barre supérieure du T, il doit porter le numéro du plan comptable interne et le nom du compte. À gauche sous la barre s'inscrivent les opérations au débit du compte, l'une sous l'autre dans l'ordre chronologique ; à droite, les opérations au crédit, dans le même ordre. En règle générale, le compte qui reçoit enregistrée d'un côté d'un compte en T a donc toujours sa contrepartie de l'autre côté d'un autre compte ou de plusieurs comptes, si l'écriture comporte plusieurs débits ou plusieurs crédits. Ainsi, sauf erreur de report, la somme des débits au Grand-Livre est en permanence égale à la somme des crédits.
Avant l'informatisation des systèmes comptables, ce traitement était fait manuellement. Avec l'utilisation des bases de données, le report des écritures dans le Grand livre est entièrement géré par le système dont on s'assure de la fiabilité notamment en demandant l'édition des totaux qui doivent correspondre à ceux des journaux.

## Histoire du grand livre comptable

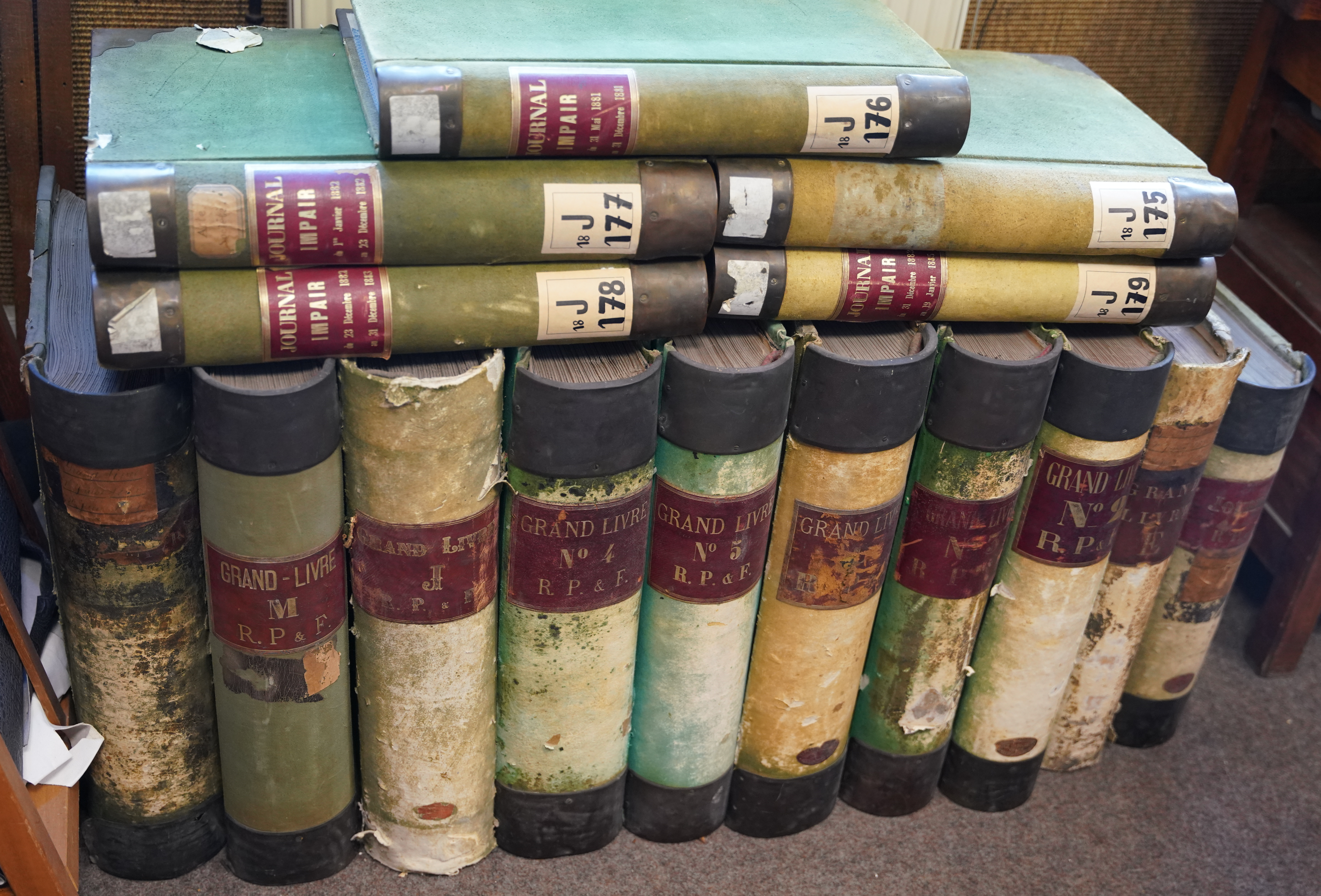
Exemple de Grands livres des années 1880 d'une maison de Champagne.

À l'origine, l'expression « Grand livre » désigne un registre propre au système comptable centralisateur à l'italienne qui se présentait sous la forme de reliures de feuilles de comptes sous couvertures cartonnées ; le dos en était renforcé de garnitures en tôle de zinc. De fait, un Grand livre pouvait atteindre le poids respectable de 10 à 15 kg. Il est possible que la dénomination lui vînt de sa dimension de 50 × 40 cm, ou du fait que pour une écriture passée au journal, il fallait en passer au moins deux au Grand livre, soit l'une au débit et l’autre au crédit, ce qui multipliait son volume par rapport au journal.
Dans sa présentation la plus courante, le Grand livre présentait deux comptes par page. Au libellé de l'écriture du débit on rappelait la date du journal et la page où se trouvait le crédit de l'écriture correspondante, et l'on faisait de même pour le crédit. Cette technique caractérisait la qualification de comptabilité en partie double.
Les reports des journaux aux Grands Livres devaient se faire le lendemain de manière qu'il y ait tous les matins des journaux reportés de disponibles. Il y avait donc nécessité d'une présence permanente dans le service chargé des écritures ; sauf force majeure, il n'y avait pas d'absent dans ces services à cette époque.
En règle générale, le comptable qui tenait le grand livre des comptes généraux était le mieux payé en dehors du responsable comptable. Il coiffait ses autres collègues et c'était lui qui tenait en plus les comptes centralisateurs des comptabilités auxiliaires : « Clients », « Fournisseurs », « Débiteurs et Créditeurs Divers », « Banques » et « Frais Généraux ».
Il dressait aussi les différentes balances d'arrêté de fin de périodes trimestrielles, ou plus souvent semestrielles, et les balances d'inventaire en fin d'exercice. Les journaux par nature qui servaient aux reports journaliers se présentaient sous forme de registres reliés dont les pages étaient foliotées et paraphées par le greffe du tribunal de Commerce. Les écritures des journaux par nature étaient fidèlement reportées aux comptes des Grands livres correspondants.
Les postes de travail des comptables se présentaient sous forme de pupitres avec des plateaux en pentes placées à hauteur d'homme debout. Ainsi, le grand livre reposait incliné pour faciliter l'écriture, bloqué par un arrêt pour ne pas tomber du pupitre. Le comptable se tenait debout ou assis sur un haut tabouret pour passer les écritures. Les grands livres ne devaient comporter ni ratures, ni surcharges, ni vides. En cas de report (continuation du compte sur une nouvelle page), les lignes non utilisées d'un côté ou de l'autre du T, étaient à barrer d'une diagonale reliée par un petit trait horizontal en haut et en bas au cadre réservé à la zone des libelles des écritures. Les Allemands avaient trouvé une dénomination mnémonique à ces traits de protection contre l'écriture en nommant cette figure obligatoire Buchhalternase, le « nez du comptable ». Un bon professionnel attaché à ce système se devait d'avoir une belle calligraphie et une aptitude au calcul rapide.
Aussi ces deux matières figuraient aux programmes académiques ainsi qu'à ceux des instituts de formation comptable privés. La mention zéro en calcul rapide au CAP d'aide-comptable et à l'examen de Teneur de livres était éliminatoire.
Quand elles sont apparues sur le marché, les machines à calculer n'ont pas été accueillies avec chaleur à l'époque de la glorification du travail manuel et mental. Ce rejet devait durer jusqu'aux années 1950 dans les services comptables du secteur privé. Dans les années 1980, certaines entreprises recrutaient encore leurs comptables en leur faisant passer un test d'aptitude au calcul mental.

## Caractéristiques du grand livre
Chaque compte est présenté ainsi :
- Solde au début de la période ;
- Liste chronologique des mouvements qui ont affecté le compte, en précisant s'il s'agit de débits ou de crédits ;
- Solde final.

## Compléments